# Кубок бельгійської ліги з футболу 1975
Кубок бельгійської ліги з футболу 1975 — 3-й розіграш Кубка ліги у Бельгії. Переможцем вперше став Стандард (Льєж).

## 1/4 фіналу
| Команда 1       | Заг. | Команда 2           | 1-й матч | 2-й матч |
| --------------- | ---- | ------------------- | -------- | -------- |
| Шарлеруа        | 7:2  | Монтіньї-сюр-Самбре | 4:1      | 3:1      |
| Стандард (Льєж) | 2:1  | Льєж                | 1:1      | 1:0      |
| Андерлехт       | 5:3  | Антверпен           | 4:2      | 1:1      |
| Остенде         | 4:3  | Брюгге              | 4:2      | 0:1      |

## 1/2 фіналу
| Команда 1 | Заг. | Команда 2       | 1-й матч | 2-й матч |
| --------- | ---- | --------------- | -------- | -------- |
| Шарлеруа  | 3:4  | Стандард (Льєж) | 2:3      | 1:1      |
| Андерлехт | 3:2  | Остенде         | 4:2      | 0:1      |

## Фінал
| Команда 1       | Заг. | Команда 2 | 1-й матч | 2-й матч |
| --------------- | ---- | --------- | -------- | -------- |
| Стандард (Льєж) | 4:3  | Андерлехт | 1:1      | 3:2      |